# Bichi
Bichi é uma cidade e área de governo local da Nigéria situada no estado de Cano. Compreende uma área de 612 quilômetros quadrados e segundo censo de 2006 havia 277 099 habitantes.